# Rorici d'Usès
Rorici (Roricius) fou bisbe d'Usès al segle VI (vers 533 a 538).
Quan el rei franc Teodobert I va conquerir Uzès el 533, la jurisdicció del bisbat va passar al metropolità de Bourges, segons el costum de l'època; però quan els francs van dominar poc després Provença, Uzès va passar a dependre del metropolità d'Arle, més propera que Bourges. En aquest moment la seu d'Uzès estava governada pel bisbe Rorici, un home d'edat (uns 80 anys), força respectat tant pel seu càrrec com per la seva família, una de les més notables de la Narbonesa i de totes les Gàl·lies, suposat germà o fill de Tonanci Ferriol, l'antic prefecte romà. Se sap que Rorici havia assolit el bisbat contra els seus desitjos, succeint a Probaci (Probatius, que va estar present al concili d'Agde del 506 i fou el segon bisbe conegut d'Uzes després de Constanci 419-462). Pel nou bisbat d'Arisitum fou designat el seu nebot Deotari. Va complir bé amb els deures del seu ministeri i va saber inspirar als altres la virtut amb el seu exemple i el seu discurs; als seus dejunis fou atribuït el final de la pesta (i altres plagues) que va assolar la regió. El seu pare o germà gran Tonanci Ferriol, durant un viatge a Narbona, li va enviar a un dels seus fills, Fermí, per ser educat sota la seva cura i vigilància, probablement abans de ser designat bisbe. Va morir amb més de 80 anys el 538.

## Nota
1. ↑  Bourges era l'arquebisbat més proper en territori franc